# Hilinciweg

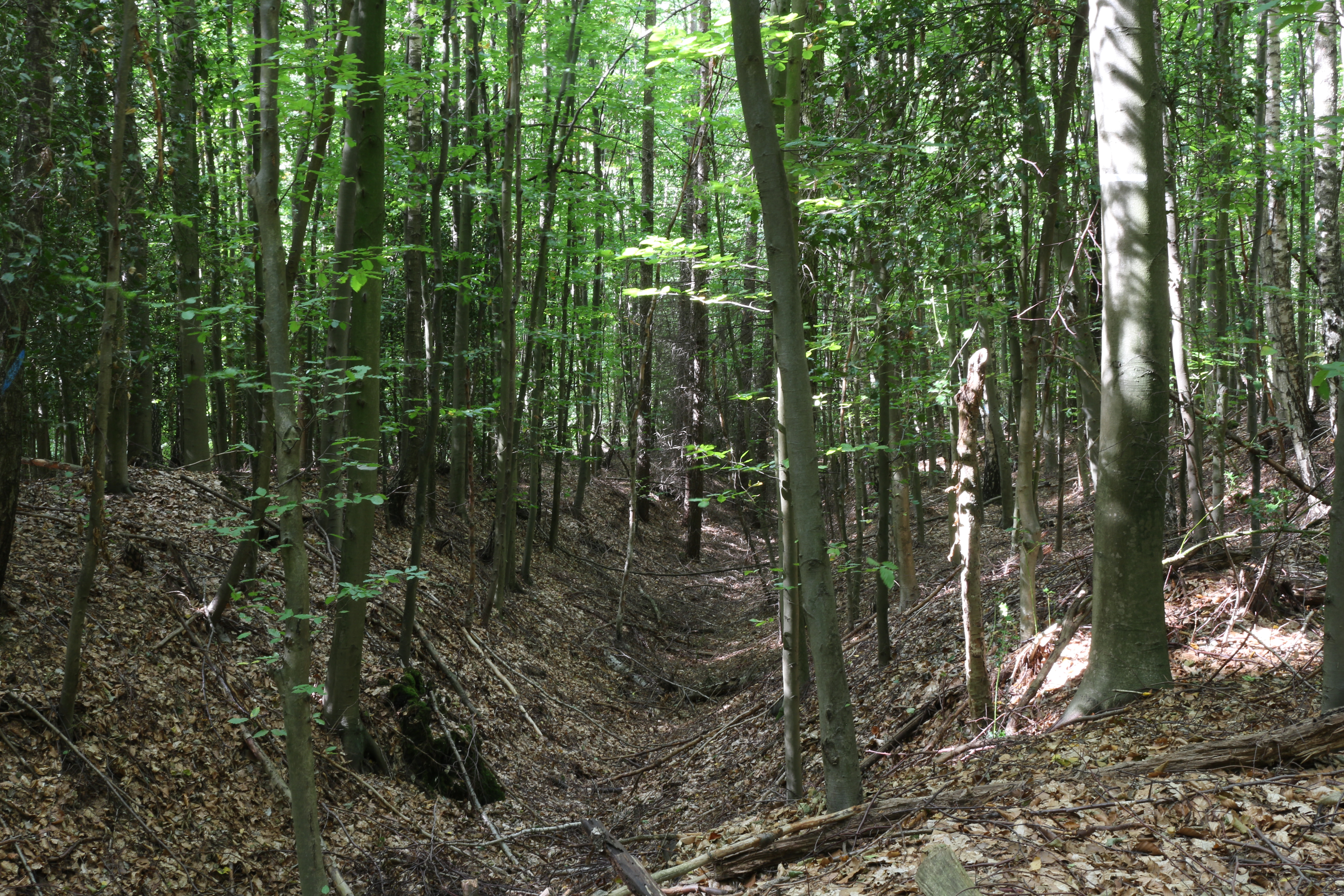
Hohlweg am Hölenderweg in Ratingen, mutmaßlich ein Überrest des Hilinciwegs

Der Hilinciweg, auch Heiligenweg, Hiligen Weg oder Kleiner Hellweg genannt, ist ein historischer Handelsweg, der von Urdenbach am Rhein aus über Ratingen, Heiligenhaus, Velbert, Nierenhof, Hattingen bis nach Bochum führte. Der genaue Verlauf ist nur auf wenigen Abschnitten bekannt. Die erste schriftliche Erwähnung findet sich in einem offiziellen Dokument von 875, in dem der Pfad die südliche Grenze des Zehntbezirks der Abtei in Werden markiert.

## Verlauf
Der Verlauf bei Ratingen entspricht in Teilen vermutlich dem heutigen Hölenderweg, in Heiligenhaus der Heidestraße, die deswegen seit 2007 in Teilen als Bodendenkmal eingestuft ist. Zwischen Nierenhof im Deilbachtal und dem Ruhrtal verlief der Weg durchs Balkhauser Tal am Isenberg unterhalb der Isenburg. Dort hatten Reisende die Wahl, die Ruhr an der Kölner Furt zu durchqueren und weiter über Baak und Linden nach Bochum zu reisen oder dem westlichen Flussufer stromaufwärts zu folgen, um nach Hattingen zu gelangen. Durch das Bruchtor und die Große Weilstraße gelangten sie zum Marktplatz. Weiter führte der Weg dann nach Blankenstein, wo eine weitere Furt die Ruhrdurchquerung in Richtung Bochum erlaubte. Vor Bochum vereinigten sich die beiden Teilwege wieder, kreuzten dann den Westfälischen Hellweg, der bis 1351 südlich an Bochum vorbeiführte. Im weiteren Verlauf führte dann der Hilinciweg durch das Hellwegtor in die Stadt und endete am Marktplatz oberhalb der Propsteikirche.
Mitte des 16. Jahrhunderts wurde in Hattingen eine Ruhrbrücke nach Winz errichtet. Das fällt mit dem Zeitraum zusammen, in dem Hattingen eine gewisse Bedeutung im Tuchhandel erlangt hatte. Vermutlich werden ab diesem Zeitraum die meisten Händler den bequemeren Weg durch Hattingen und über die Ruhrbrücke gewählt haben.
Handelswege sind seit jeher fast immer in ein Netz von Wegen eingebunden. Im Süden hatte der Hilinciweg Anschluss an die Wege längs des Rheins, vor Bochum bestand Anschluss an den westfälischen Hellweg oder von Bochum aus weiter nach Nordosten über den Castroper Hellweg zum Reichshof Castrop, wo Anschluss an eine weitere Nord-Süd-Straße bestand. Eine Verbindung von Bochum aus direkt nach Norden über Herne, Recklinghausen nach Münster wird es aller Wahrscheinlichkeit nach erst ab dem 13. Jahrhundert gegeben haben. Das versumpfte Emschertal ließ den Bau einer Straße nicht zu. Auch das Fehlen einer durchgehenden Straße durch Bochum in Nord-Süd-Richtung deutet darauf hin, dass es keine Fernverbindung in Richtung Norden gab. Schriftliche Unterlagen über die Existenz einer solchen Straße im Frühmittelalter sind auch nicht vorhanden. Daher muss davon ausgegangen werden, dass der Hilinciweg in Bochum endete.

## Zeitrahmen
Sicher sind Menschen auch schon in der Jungsteinzeit gereist, haben Waren mitgeführt und diese gegen andere Waren getauscht. Dabei werden sie die Möglichkeiten, die ihnen das Gelände bot, ausgenutzt haben wie Flussfurten, Taleinschnitte, mäßige Anstiege auf höher gelegene Wegabschnitte. Genau diesem Verlauf folgten dann auch später die Handelswege. Von einem nennenswerten Fernhandel und damit auch von Straßen, die die Bezeichnung Fernhandelsweg verdienen, geht man aber erst seit dem Frühmittelalter (ab 6. Jahrhundert) aus mit dem Aufkommen von Ortschaften und damit verbunden von Märkten, von Zahlungsmitteln, die auch noch im Nachbarort und weiter anerkannt wurden, von Landesfürsten, die die Sicherheit der Händler gewährleisten konnten. Auch schwere Zugpferde, sogenannte Kaltblüter, standen erst ab dem frühen Mittelalter zur Verfügung, bis dahin hatte man nur Ochsen. Der Zeitraum passt auch zu dem Dokument aus dem Jahr 875, in dem der Name Hiliciweg erstmals erwähnt wird. Eine weitere Werdener Erwähnung stammt aus dem Jahr 1582.

## Bedeutung
Als Fernhandelsweg dürfte der Hiliciweg nur geringe Bedeutung gehabt haben. Dafür sprechen mehrere Gründe:
- Der Aufstieg vom Deilbachtal nach Velbert ist äußerst schwierig. Man hätte zusätzliche Zugpferde gebraucht, was die Transportkosten gegenüber dem etwas weiteren, aber viel bequemeren Weg über Duisburg in die Höhe getrieben hätte.
- Steuerbücher der Stadt Bochum weisen über Jahrhunderte nur einen einzigen Kaufmann aus, dessen Geschäftsfeld der Fernhandel war.
- Reste der alten Wegbefestigung in Bochum deuten auf einen Zustand der mittelalterlichen Handelswege, bei dem schweres Fuhrwerk nach wenigen Kilometern ruiniert gewesen wäre.
- Bochum war im gesamten Mittelalter nie ein so nennenswerter Handelsplatz, wie es an der Kreuzung eines Fernhandelsweges mit dem wichtigen westfälischen Hellweg zu erwarten gewesen wäre.

All dies deutet darauf hin, dass der Hilinciweg eben kein bedeutender Fernhandelsweg war, sondern hauptsächlich dem lokalen Transport diente. Etwas größere Bedeutung könnte der Hilinciweg im Spätmittelalter mit dem Hattinger Tuchhandel im 15. Jahrhundert erlangt haben.